# Martin Walter Stanton
Martin Walter Stanton (* 17. April 1897 in Jersey City, New Jersey; † 1. Oktober 1977) war ein US-amerikanischer Geistlicher und römisch-katholischer Weihbischof in Newark.

## Leben
Martin Walter Stanton empfing am 14. Juni 1924 durch den Weihbischof in New York, John Joseph Dunn, das Sakrament der Priesterweihe.
Am 27. Juni 1957 ernannte ihn Papst Pius XII. zum Titularbischof von Citium und zum Weihbischof in Newark. Der Erzbischof von Newark, Thomas Aloysius Boland, spendete ihm am 24. September desselben Jahres die Bischofsweihe; Mitkonsekratoren waren der Bischof von Paterson, James Aloysius McNulty, und der Bischof von Trenton, George William Ahr.
Martin Walter Stanton nahm an allen vier Sitzungsperioden des Zweiten Vatikanischen Konzils teil. Papst Paul VI. nahm am 17. April 1972 das von Stanton aus Altersgründen vorgebrachte Rücktrittsgesuch an.